# Victoria and Albert Museum
Victoria and Albert Museum (de multe ori abreviat cu V & A; în engleză: Victoria And Albert Museum), amplasat în districtul Brompton al Boroughului regal din Kensington și Chelsea, Londra, Anglia, este unul dintre cele mai mari muzee de arte decorative și design din lume. Muzeul adăpostește o colecție permanentă de peste 4,5 milioane de obiecte. A fost fondată în 1852 și a fost numită după regina Victoria și prințul Albert. V & A este amplasat în districtul Brompton al Boroughului regal din Kensington și Chelsea, într-o zonă care a devenit cunoscută sub numele de "Albertopolis" din cauza asocierei sale cu Prince Albert, memorialul Albert și cu instituțiile culturale importante cu care el a fost asociat. Acestea includ Muzeul Natural de Istorie, Muzeul de Științe și Royal Albert Hall. Muzeul este un organ public non-departamental, sponsorizat de Departamentul pentru Cultură, Media și Sport. Ca și alte muzee britanice naționale, intrarea în muzeu a fost liberă din 2001.
V & A acoperă 12,5 hectare (5,1 ha)și 145 de galerii. Colecția sa cuprinde 5000 de ani de artă, de la cele mai vechi timpuri până în prezent, din culturile Europei, Americii de Nord, Asiei și Africii de Nord. Exploatările ceramicii, sticlei, textilelor, costumelor, argintului, fierului, bijuteriilor, mobilierului, obiectelor medievale, sculpturii, tiparurilor și graficii, desenelor și fotografiilor sunt printre cele mai mari și mai cuprinzătoare din lume.

## Colecții
Muzeul Victoria & Albert este împărțit în patru departamente ale colecțiilor:
- Asia
- Mobilier, textile și modă
- Sculptura, prelucrarea metalelor, ceramica si sticla
- Cuvânt și imagine

Curatorii muzeului se ocupă de obiectele din colecție și oferă acces la obiecte care nu sunt în prezent afișate publicului și cercetătorilor.
Departamentele de colectare sunt în continuare împărțite în șaisprezece zone de afișare, ale căror numere de colectare combinate depășesc 6,5 milioane de obiecte, nu toate elementele sunt afișate sau stocate la Muzeul Victoria & Albert. Există un depozit la Blythe House, West Kensington, precum și instituții anexe administrate de Muzeul Victoria & Albert, de asemenea, Muzeul oferă expoziții ale altor instituții. Următoarele liste prezintă fiecare colecție afișată și numărul de obiecte din colecție.
| Colecția | Număr de articole |
| --- | ----------------- |
| Arhitectura (anexa la Institutul Regal al Arhitecților Britanici)                                                           | 2,050,000         |
| Asia | 160,000           |
| Galeriile britanice (afisaj transversal)                                                                                    | ...               |
| Ceramică | 74,000            |
| Copilăria (anexa la V & A)                                                                                                  | 20,000            |
| Contemporan (funcție transversală)                                                                                          | ...               |
| Modă și bijuterii | 28,000            |
| Mobilă | 14,000            |
| Sticlă | 6,000             |
| Piese metalice | 31,000            |
| Picturi și desene | 202,500           |
| Fotografie | 500,000           |
| Imprimeuri și cărți | 1,500,000         |
| Sculptură | 17,500            |
| Textile | 38,000            |
| Teatru (include Sala de lectură a colecțiilor de teatru al Muzeului Victoria & Albert, o anexă a fostului Muzeu de Teatru)) | 1,905,000         |

Muzeul are 145 de galerii, dar având în vedere vasta amploare a colecțiilor, doar un mic procent este prezentat vreodată. Multe achiziții au fost posibile numai cu ajutorul Fondului Național pentru Arte și Colecții.

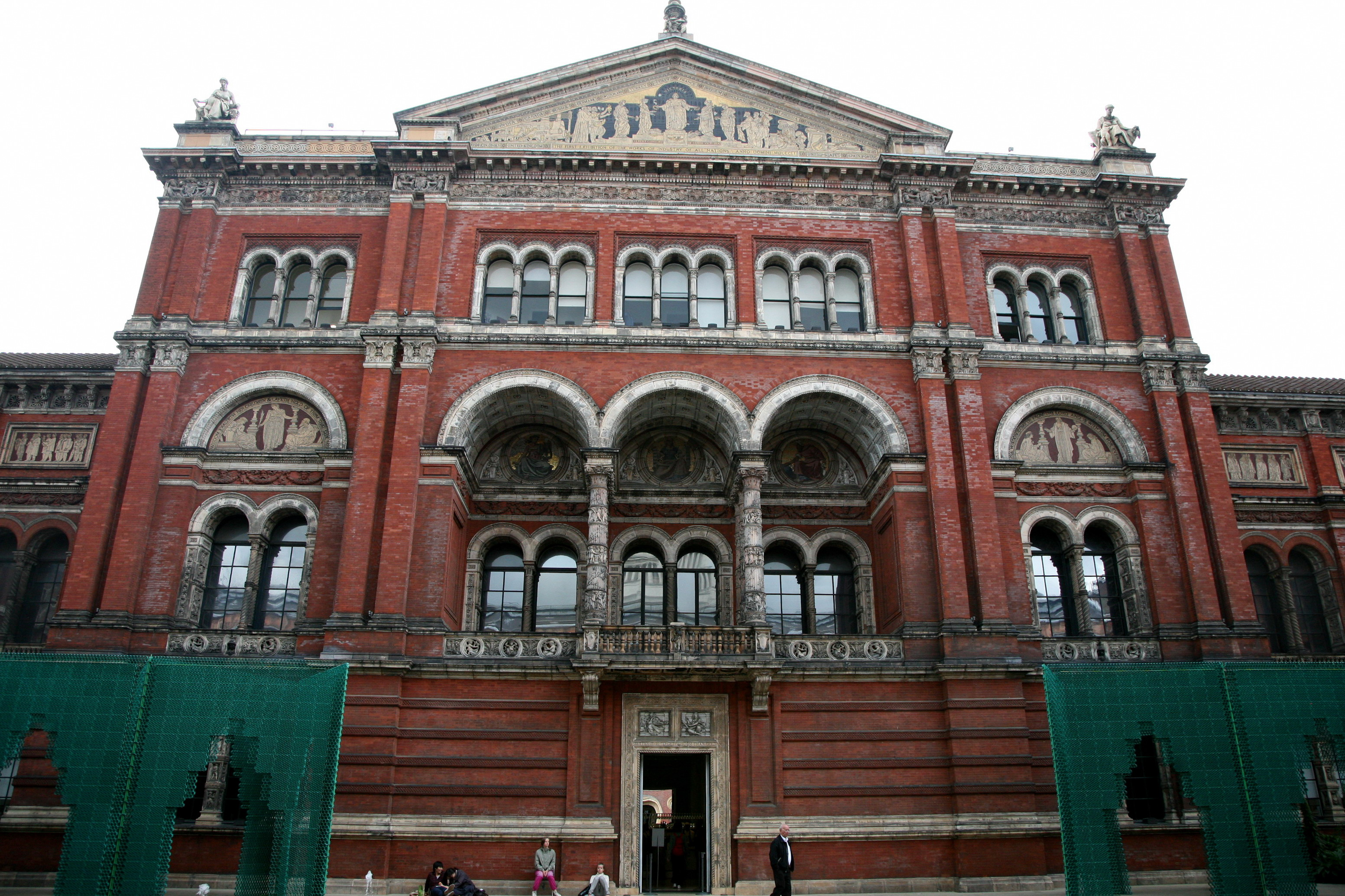
Partea de nord a grădinii, de căpitanul Francis Fowke, inginerii regali 1864-69
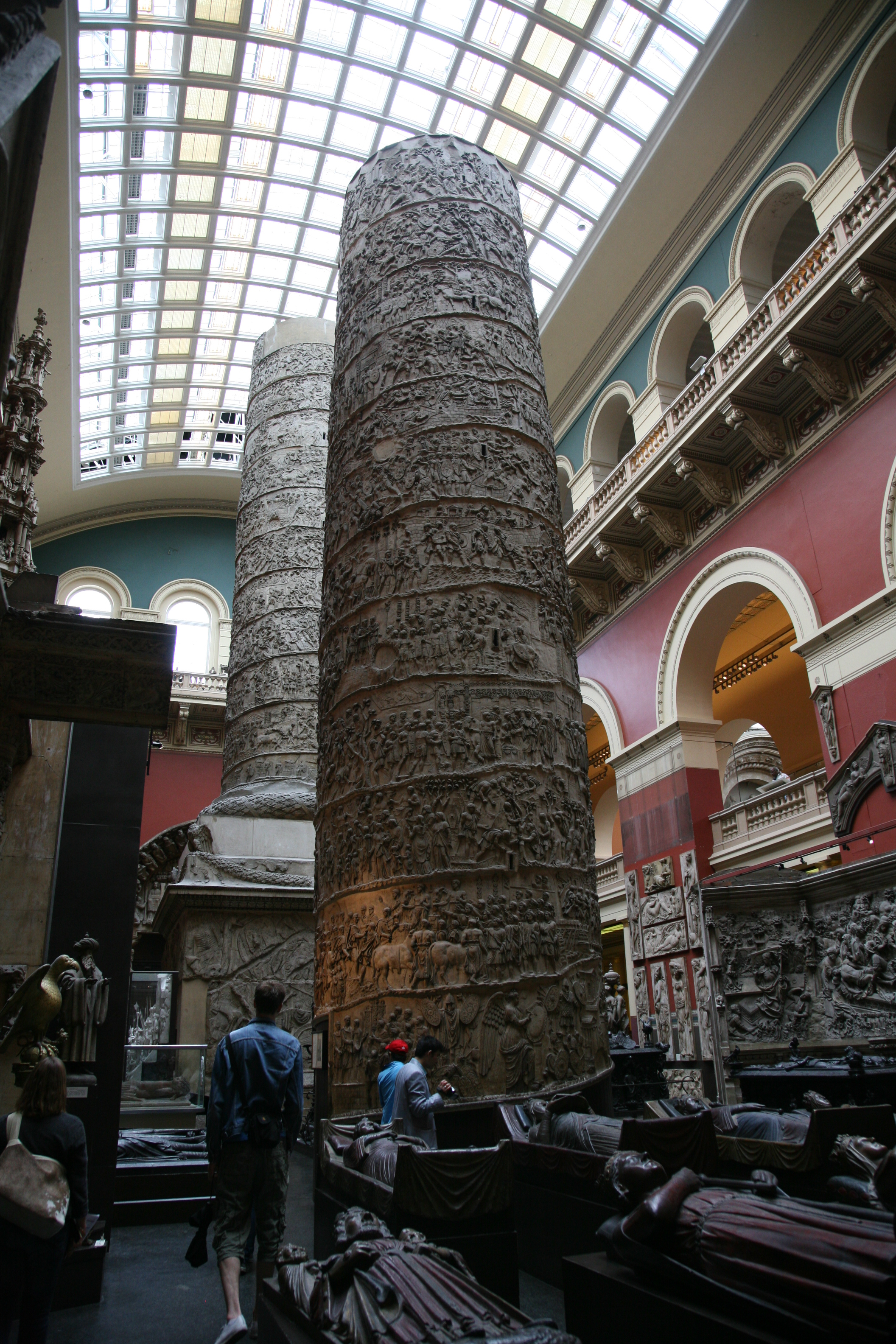
Curtea de judecată de vest, de Henry Young Darracott Scott 1870-73
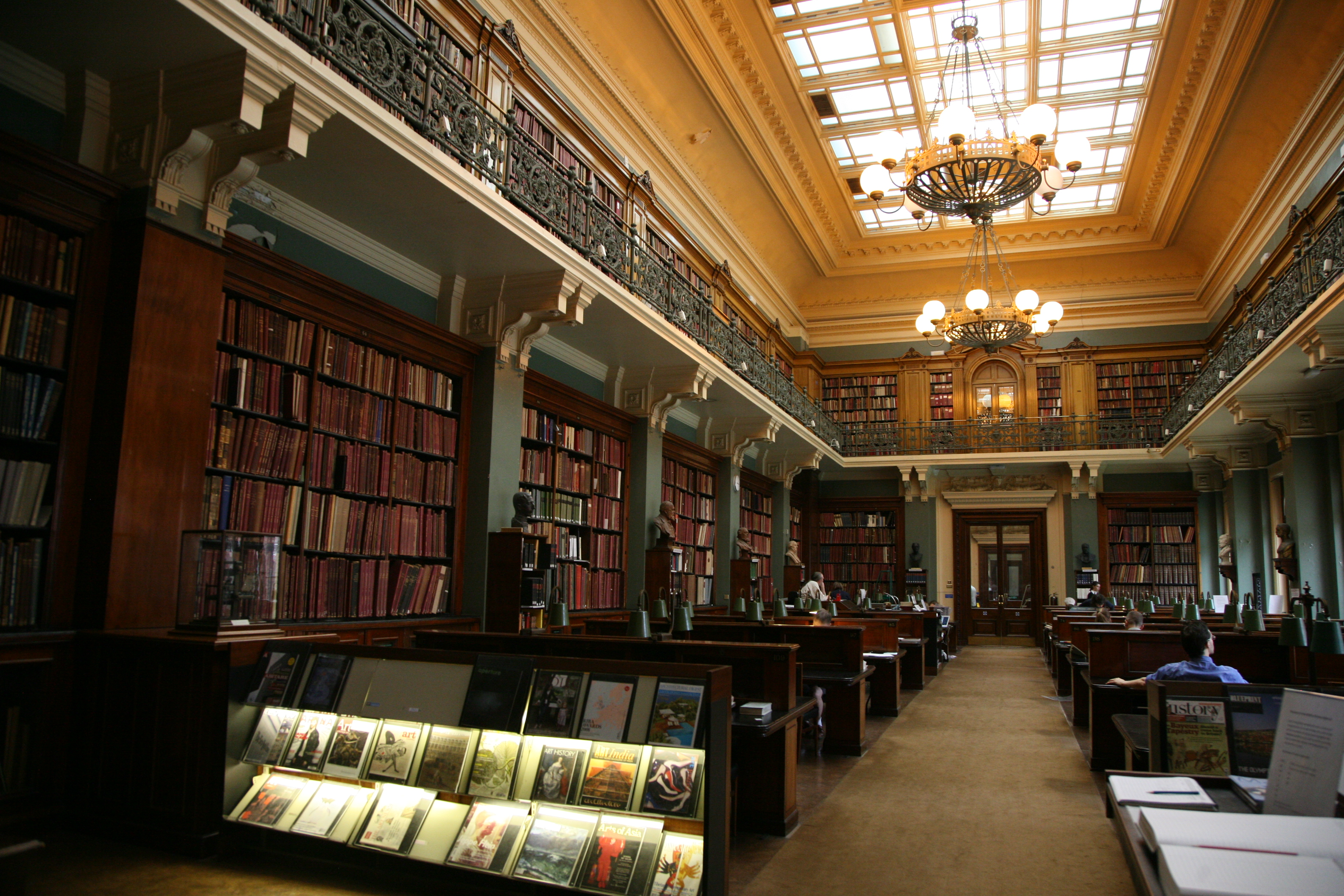
TBiblioteca de artă, de Scott și alți designeri 1877-83
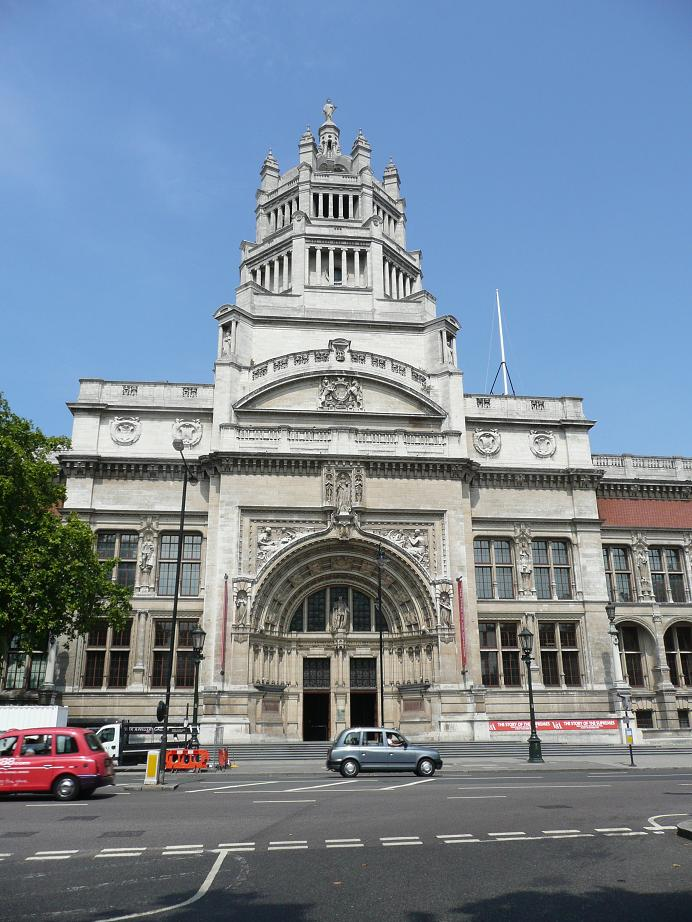
Intrarea principală, de Aston Webb 1899-1909